# Nancy J. Mezey
Nancy J. Mezey (* 1965) ist eine US-amerikanische Soziologin. Sie lehrt und forscht als Professorin an der Monmouth University in West Long Branch, New Jersey, wo sie auch Dekanin der Honors School ist. 2018/19 amtierte sie als Präsidentin der Society for the Study of Social Problems.
Mezey machte ihren Bachelor-Abschluss am Vassar College und wurde an der Michigan State University zur Ph.D. promoviert. Von 1988 bis 1990 war sie als Freiwillige des Friedenscorps in Mali.
Ihre Forschungsschwerpunkte sind Familiensoziologie, Gender Studies, Soziologie der Sexualitäten und Race-Class-Gender Studies.

## Schriften (Auswahl)
- LGBT families. Sage, Los Angelese 2015, ISBN 978-1-45221-7-383.
- New choices, new families. How lesbians decide about motherhood. Johns Hopkins University Press, Baltimore 2008, ISBN 978-0-80188-999-8.